# QP (框架)
QP ("Quantum Platform") 是一个用来构建模块化实时应用程序的开源框架。它采取事件驱动的方式来调度系统中的各个操作发起者。

## 系统总览
QP编程框架家族包括了QP/C，QP/C++，和QP-nano。它们都经由良好的质量控制，并且既有GPLv2开源协议，也可以进行商业许可 。这些框架都能在单片机上运行并能够替代一个传统的RTOS，并对每一种常见的MCU都提供了移植好的底层接口。QP/C and QP/C++也能和一个传统的OS或RTOS一起使用，比如POSIX (Linux, QNX)，Windows， VxWorks，ThreadX，uC/OS，FreeRTOS等等。
QP中各个活动对象（actors）是由层次化状态机（UML状态图）来表征的。QP框架支持由C或者C++编写的UML状态机，也支持由免费的QM建模工具直接进行自动代码生成。

## 设计背景
活动对象原生支持并自动保证以下并发编程中的最佳实践：
- 保证所有的任务数据都应当是本地的，私有的，并且无法从系统的其他部分访问。
- 任务键的通信应当使用中间事件对象异步进行。使用异步通信可以使各任务真正互相独立并不互相阻塞。
- 在任务的整个生命周期中它都应当响应事件，因此其主要部分应该是一个事件循环。
- 任务应当每次处理一个事件，并在处理完毕之前不应响应其他事件，因此在任务之中没有竞争冒险。

使用活动对象使得思考并发编程变得容易。相反，直接使用RTOS任务有很多不利之处，尤其因为他们对使用方式不加限制，也不提供自动进行并发最佳实践的机制。 使用活动对象使抽象程度提高了一个层次，并且能让编程者更好地表达意图和提高生产率。
活动对象并不能凭空产生，这往往需要一个软件框架来为每个活动对象提供一个线程，提供事件排队服务以及基于事件的定时服务。在资源受限的嵌入式系统中，可扩展性和效率是此类框架的最大着力点之一。那些传统上建立在RTOS之上的建模工具和各类框架增加了内存消耗和CPU开销。
QP框架在设计时就着眼于效率和小内存占用，而且在独立构型中不需要一个RTOS。事实上，和传统的RTOS比起来，QP框架提供较少的RAM和ROM占用。这是有可能的；因为活动对象不需要阻塞，因此传统RTOS中的大部分阻塞机制（如信号量等）是不需要的。
这些特性使得事件驱动框架适用于单片机。比起原始的RTOS任务，事件驱动框架是一个更高层次的抽象，并且资源占用率和能量消耗也低。这是由于事件驱动模型仅在处理事件时激活CPU，而在绝大多数时间CPU处于低功耗模式。

## QP架构和组件
QP由一个合乎UML规范的事件处理器（QEP），一个可移植的事件驱动实时框架（QF），一个小型化的运行至完成的内核（QK）和一个软件跟踪系统（QS）组成.
QEP（Quantum Event Processor）是一个合乎UML规范的事件处理器。它使得UML状态机的直接编码（使用UML状态图）成为可能，并能生成高度可维护的C/C++代码。每一个状态机元素都精确无歧义地对应到唯一的代码片段。QEP完全支持层次化状态嵌套，这方便了子状态机的复用而无需重复进行编码。
QF（Quantum Framework）是一个高度可移植的、事件驱动的实时应用程序框架。它是专为实时嵌入式系统中状态机的并发执行设计的。
QK（Quantum Kernel）是一个小型的、非阻塞式的运行至完成（Run-to-completion）的内核。它是专门为执行运行至完成的状态机设计的。
QS（Quantum Spy）是一个软件跟踪系统，它能在只占用极少系统资源的前提下监视事件驱动的QP应用程序，并不会导致应用程序出线显著速度降低或者卡顿。

## 支持的处理器
所有的QP框架（QP/C，QP/C++和QP-nano）都可以很容易地被移植到各种微处理器和编译器，这是由于QP框架从设计之初就考虑到方便移植。下列的移植现在可用：
- ARM Cortex-M4F (TI Stellaris)
- ARM Cortex-M3 (TI Stellaris, ST STM32, NXP LPC)
- ARM Cortex-M0 (NXP LPC1114)
- ARM7/9 (Atmel AT91R4x, AT91SAM7, NXP LPC, ST STR912)
- Atmel AVR Mega
- Atmel AVR32 UC3-A3
- TI MSP430
- TI TMS320C28x
- TI TMS320C55x
- Renesas Rx600
- Renesas R8C
- Renesas H8
- Freescale Coldfire
- Freescale 68HC08
- Altera Nios II
- 8051 (Silicon Labs)
- 80251 (Atmel)
- Microchip PIC24/dsPIC
- Cypress PSoC1
- 80x86 real mode

## 支持的操作系统
QP/C和QP/C++框架可以和下列的传统操作系统和实时操作系统一起使用。当前，QP支持下列操作系统和实时操作系统：
- Linux（POSIX）
- Win32（所有的桌面版Windows和Windows CE）
- VxWorks
- ThreadX
- FreeRTOS
- MicroC/OS-II
- QNX（POSIX）
- INTEGRITY（POSIX）

## 授权协议
所有的QP框架都采取双重授权，既可以采取GPLv2也可以采取传统的闭源商业授权。那些希望在嵌入式设备中闭源使用QP的公司可以获得一个商业授权。

## 另请参见
- 演员模型
- UML状态机
- 实时操作系统
- 嵌入式操作系统